# Ida Vakkuri
Ida Vakkuri (* 1992), auch bekannt als Pimu, ist eine finnische Schauspielerin und Musikerin.

## Leben und Karriere
Vakkuri wurde 1992 geboren. Von 2002 bis 2003 war sie in der Fernsehserie Vasikantanssi zu sehen. Sie machte 2012 ihren Abschluss am Gymnasium in Järvenpää (Järvenpään lukio). Vakkuri ist Mitglied der beiden Helsinkier Theater Ilves-Teatteri (seit 2012) und Kellariteatteri (seit 2013). Anschließend bekam sie 2015 in dem Film Toiset tytöt eine Hauptrolle. Im selben Jahr veröffentlichte sie ihre erste Single Ei meidän tarvitse puhua.
Unter anderem trat sie 2016 in Onnenonkija auf. Zwischen 2021 und 2022 wurde Vikkari für die Serie Nurses gecastet. 2024 spielte sie in dem Film Luottomies-elokuva: All In mit.

## Filmografie
- 2002–2003: Vasikantanssi (Fernsehserie)
- 2015: Toiset tytöt
- 2016: Onnenonkija
- 2021–2022: Nurses (Fernsehserie)
- 2024: Luottomies-elokuva: All In

## Theater
- 2012: Risto Räppääjä ja villi kone